# Casale Foot Ball Club XI Legione M.V.S.N. 1928-1929
Questa voce raccoglie le informazioni riguardanti la Casale Foot Ball Club XI Legione M.V.S.N. nelle competizioni ufficiali della stagione 1928-1929.

## Stagione
Nella stagione 1928-1929 il Casale disputa il girone A del campionato di Divisione Nazionale. Raccoglie 23 punti con il decimo posto finale, si è trattato dell'ultimo campionato di massima divisione strutturato su due gironi. Per restare nella massima categoria, che dalla stagione prossima si chiamerà Serie A, è necessario ottenere una delle prime otto posizioni. La squadra nerostellata con il decimo posto ottenuto si è invece qualificata per la prima edizione del campionato di Serie B 1929-1930, il primo torneo di seconda serie a girone unico. Tre tecnici si sono alternati sulla panca monferratese, senza riuscire nell'obiettivo di centrare uno dei primi otto posti. Miglior realizzatore del Casale è stato il giovane casalese Giovanni Zanni prodotto del vivaio, che ha firmato 13 reti, 2 delle quali su calcio di rigore. Il girone A è stato vinto con 48 punti dal Torino campione d'Italia in carica, che poi ha perso nelle finali contro il Bologna, vincitore del girone B, che ha così vinto il suo secondo scudetto.

## Divise
| Prima maglia |

## Rosa
| N. |                   | Ruolo | Calciatore            |
| -- | ----------------- | ----- | --------------------- |
|    | Italia (bandiera) | P     | Giovanni Roletto      |
|    | Italia (bandiera) | P     | Eugenio Staccione     |
|    | Italia (bandiera) | D     | Giovan Battista Clari |
|    | Italia (bandiera) | D     | Luigi Gallino         |
|    | Italia (bandiera) | D     | Pietro Godio          |
|    | Italia (bandiera) | D     | Quinto Miotti         |
|    | Italia (bandiera) | D     | Giordano Roggero      |
|    | Italia (bandiera) | D     | Giuseppe Ticozzelli   |
|    | Italia (bandiera) | C     | Angelo Albertoni      |
|    | Italia (bandiera) | C     | Emanuele Boltri       |
|    | Italia (bandiera) | C     | Piero Castello        |
|    | Italia (bandiera) | C     | Eraldo Patrucco       |

| N. |                   | Ruolo | Calciatore         |
| -- | ----------------- | ----- | ------------------ |
|    | Italia (bandiera) | A     | Umberto Alessio    |
|    | Italia (bandiera) | A     | Alfredo Bajardi    |
|    | Italia (bandiera) | A     | Crosio             |
|    | Italia (bandiera) | A     | Luigi Demarchi     |
|    | Italia (bandiera) | A     | Eduardo Gino Gabba |
|    | Italia (bandiera) | A     | Natale Giacomin    |
|    | Italia (bandiera) | A     | Gino Girino        |
|    | Italia (bandiera) | A     | Giovanni Mandrino  |
|    | Italia (bandiera) | A     | Enrico Migliavacca |
|    | Italia (bandiera) | A     | Luigi Orcesi       |
|    | Italia (bandiera) | A     | Paolo Patrucchi    |
|    | Italia (bandiera) | A     | Giovanni Zanni     |

## Risultati

### Divisione Nazionale - girone A

#### Girone di andata
| Arbitro: | Bonello (Venezia) |

|                                                  |           |                           |
| Alessio 2’ Zanni 47’ (rig.), 75’ Migliavacca 55’ | Marcatori | 35’ Bertini 38’ Ossoinach |

| Arbitro: | U. Gama (Milano) |

|                                     |           |                             |
| Montana 3’, 10’ Castellani 41’, 46’ | Marcatori | 32’ Alessio 82’ Migliavacca |

| Arbitro: | Bruna (Venezia) |

|                                                                    |           |  |
| Demarchi 16’ Zanni 29’ (rig.) Gabba 40’, 54’, 86’ Raggi 83’ (aut.) | Marcatori |  |

| Arbitro: | Dani (Genova) |

|              |           |                 |
| Cattaneo 57’ | Marcatori | 36’ Migliavacca |

| Arbitro: | Asei Conte (Vercelli) |

|                                                               |           |                               |
| Patrucco 10’ Gabba 22’, 33’, 51’ Demarchi 54’ Migliavacca 71’ | Marcatori | 15’ Marucco 57’ (aut.) Boltri |

| Arbitro: | Bruna (Venezia) |

|                                              |           |  |
| Aimi 11’ Piccaluga 13’, 80’ Li. Manzotti 51’ | Marcatori |  |

| Arbitro: | Dani (Genova) |

|                                                      |           |                        |
| Gabba 9’, 39’, 42’ Patrucchi 11’, 84’ Zanni 75’, 87’ | Marcatori | 58’ Maini 69’ Palandri |

| Arbitro: | Osti (Ferrara) |

|                   |           |  |
| Gianelli 47’, 62’ | Marcatori |  |

| Arbitro: | Medica (Bologna) |

|                 |           |               |
| Migliavacca 51’ | Marcatori | 49’ Del Ponte |

| Arbitro: | Mastellari (Bologna) |

|                                     |           |           |
| Pastore 1’ G. Santagostino 36’, 51’ | Marcatori | 32’ Zanni |

| Arbitro: | Malagodi (Ferrara) |

|                                     |           |           |
| Fasanelli 81’ Bernardini 88’ (rig.) | Marcatori | 16’ Zanni |

| Arbitro: | Casetta (Milano) |

|                             |           |                 |
| Reguzzoni 45’ A. Gregar 90’ | Marcatori | 42’ Migliavacca |

| Arbitro: | U. Gama (Milano) |

|                               |           |  |
| Patrucchi 4’, 89’ Alessio 19’ | Marcatori |  |

| Casale Monferrato 20 gennaio 1929 14ª giornata | Casale        | 0 – 0 | Bari | Stadio Natale Palli\| Arbitro: \| Dani (Genova) \| |
| Arbitro:                                       | Dani (Genova) |       |      |                                                    |

| Arbitro: | U. Gama (Milano) |

|  |           |                 |
|  | Marcatori | 13’ G. Rossetti |

#### Girone di ritorno
| Arbitro: | Pessato (Monfalcone) |

|                                |           |  |
| Ossoinach 20’ Moretti 55’, 70’ | Marcatori |  |

| Arbitro: | Medica (Bologna) |

|           |           |                                   |
| Gabba 10’ | Marcatori | 50’, 75’ Pasinati 55’, 57’ Povero |

| Arbitro: | Mastellari (Bologna) |

|                                              |           |                     |
| Ferrè 30’, 87’ Severi 42’, 45’ It. Rossi 75’ | Marcatori | 21’ Zanni 55’ Gabba |

| Arbitro: | U. Gama (Milano) |

|               |           |                                    |
| Albertoni 54’ | Marcatori | 5’, 55’, 86’ Banchero 24’ Cattaneo |

| Arbitro: | U. Gama (Milano) |

|                            |           |  |
| Tognazzi 32’ Marchetti 88’ | Marcatori |  |

| Arbitro: | Pessato (Monfalcone) |

|                                                        |           |                     |
| Migliavacca 14’, 83’ Zanni 52’ Orcesi 54’ Demarchi 71’ | Marcatori | 60’, 79’ A. Mazzoni |

| Arbitro: | Dani (Genova) |

|                                             |           |  |
| Maini 2’, 40’, 78’ Magnozzi 48’ Alberti 60’ | Marcatori |  |

| Arbitro: | Girelli (Verona) |

|           |           |  |
| Zanni 65’ | Marcatori |  |

| Arbitro: | A. Gama (Milano) |

|                     |           |                      |
| Bruno 4’ Pescia 34’ | Marcatori | 32’ Orcesi 89’ Zanni |

| Arbitro: | Dani (Genova) |

|                                    |           |                                      |
| Albertoni 35’ Orcesi 45’ Zanni 84’ | Marcatori | 13’, 83’ G. Santagostino 20’ Pastore |

| Arbitro: | Rovida (Milano) |

|                    |           |                                                     |
| Gallino 25’ (rig.) | Marcatori | 6’, 72’ Volk 17’ Fasanelli 55’ Chini 65’ Bernardini |

| Arbitro: | Gonani (Ravenna) |

|                             |           |                                |
| Demarchi 1’, 35’ Orcesi 64’ | Marcatori | 15’ (rig.), 30’, 72’ Reguzzoni |

| Arbitro: | Galassi (Torino) |

|                                   |           |                                |
| Vecchina 1’ Okely 3’ Prendato 71’ | Marcatori | 36’, 59’ Giacomin 54’ Demarchi |

| Arbitro: | Osti (Ferrara) |

|                |           |                                             |
| Costantino 89’ | Marcatori | 60’ Giacomin 66’, 73’ Migliavacca 85’ Zanni |

| Arbitro: | Quilleri (Brescia) |

|                                                      |           |  |
| G. Rossetti 2’, 20’ (rig.) Libonatti 41’ Amadesi 78’ | Marcatori |  |

## Statistiche

### Statistiche di squadra
| Competizione        | Punti | In casa | In casa | In casa | In casa | In casa | In casa | In trasferta | In trasferta | In trasferta | In trasferta | In trasferta | In trasferta | Totale | Totale | Totale | Totale | Totale | Totale | DR  |
| Competizione        | Punti | G       | V       | N       | P       | Gf      | Gs      | G            | V            | N            | P            | Gf           | Gs           | G      | V      | N      | P      | Gf     | Gs     | DR  |
| ------------------- | ----- | ------- | ------- | ------- | ------- | ------- | ------- | ------------ | ------------ | ------------ | ------------ | ------------ | ------------ | ------ | ------ | ------ | ------ | ------ | ------ | --- |
| Divisione Nazionale | 23    | 15      | 7       | 4       | 4       | 42      | 29      | 15           | 1            | 3            | 11           | 17           | 43           | 30     | 8      | 7      | 15     | 59     | 72     | -13 |